# Moslavačka gora

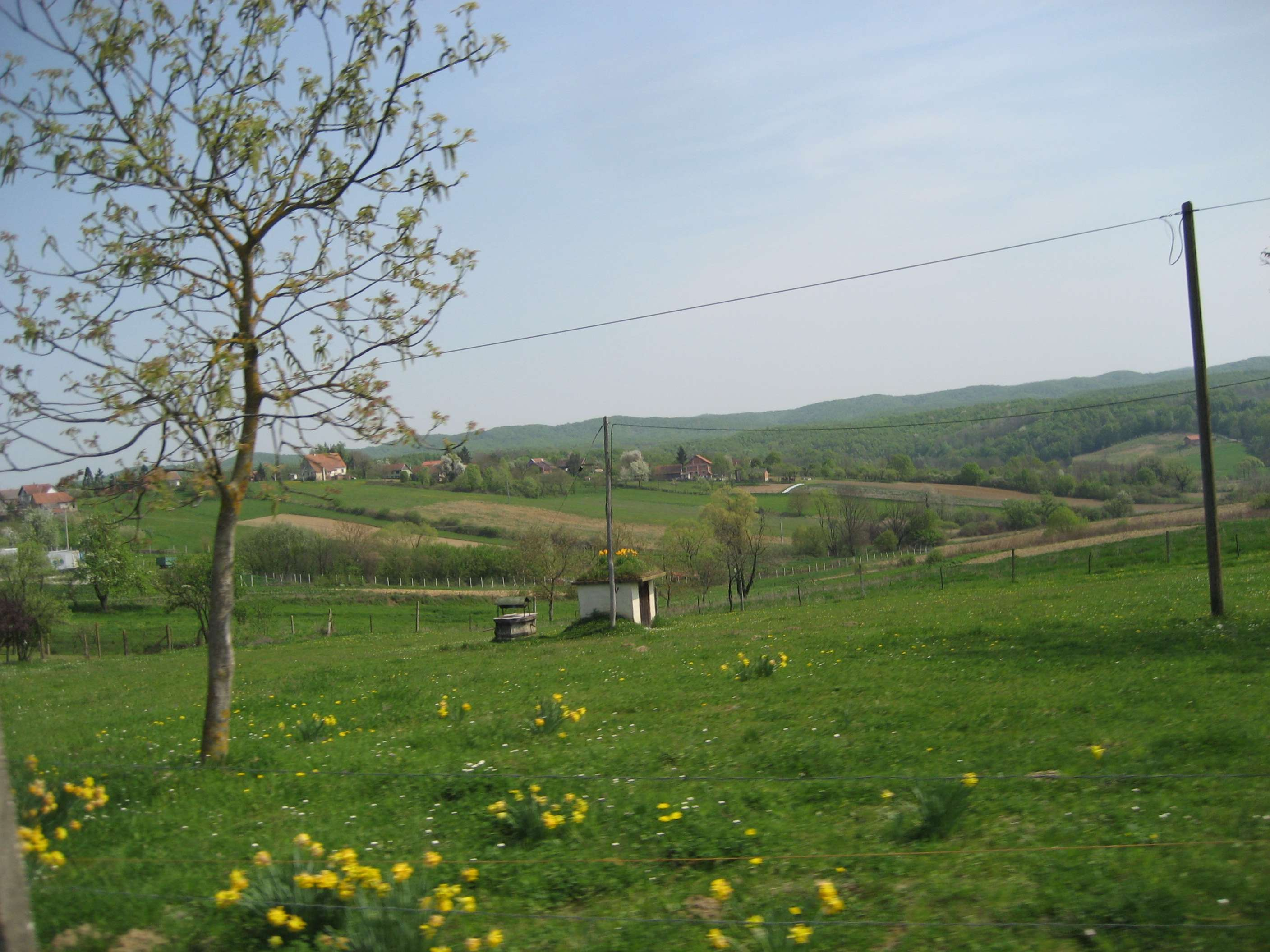
Moslavačka Goras sluttningar vid Pobjenik

Moslavačka gora är en bergskedja i Kroatien.
Moslavačka gora ligger i centrala Kroatien på gränsen mellan Bjelovar-Bilogoras län och Sisak-Moslavinas län. Den tillhör den gamla nedböjda bergskedjan av paleolitiskt ursprung och är rik på mineralresurser (som granit, olje- och gasfyndigheter). Den högsta toppen är Humka, med en höjd på 489 meter över havet. Andra betydande toppar inkluderar Vis (444 meter över havet), Kaluđerov grob (437 meter över havet) och Mjesec (354 meter över havet). Ytan av Moslavačka gora är cirka 1350 km². Den är naturligt avgränsad av tre floder: Česma, Lonja och Ilova. Det finns en sjö i Mikleuška-dalen, och Gornja Jelenska-strömmen rinner genom dessa områden.
Moslavačka gora är täckt av tät skog av bok, bergek, avenbok, kastanj, klibbal och björk, medan de lägre områdena har odlingar med fruktträdgårdar och vingårdar. Fossila lämningar av elefanter och noshörningar hittades i bentonitlergruvan i Gornja Jelenska år 1994. Det finns flera stenbrott, varav några är övergivna. De viktigaste är Pleterac och Mikleuška. Bland de sällsynta och hotade växterna finns det stjärnstarr (Carex echinata) och nattviol. I vattendragen lever den hotade fisken färna (Leuciscus cavedanus), och bland amfibier finns det eldsalamander, åkergroda och gulbukig klockgroda. Totalt har 155 djurarter registrerats, varav 84 är skyddade (71 strängt skyddade) och 27 är hotade arter. En intressant upptäckt är dvärgörnen. Minst 27 inhemska vårblommor växer på Moslavačka gora.
Det finns ruiner av gamla fästningar på Moslavačka gora, varav den mest kända är Garić-grad, byggd av ban Stjepan Šubić, samt Jelengrad och Košuta grad (Košutgrad).
Vandringslederna är tydligt markerade. Den besöks ofta av vandrare, MTB-entusiaster och vanliga skogsflanörer. På berget finns utflyktsplatserna Podgarić och Pleterec. Vandrare besöker ofta Jungfru Marias kloster vid Garić (Bela crkva) och Franciskanerklostret, samt Grob Kaluđera (munkgraven), orten Mustafina Klada och Pukli kamen (spruckna stenen).
Den har varit skyddad förebyggande som ett regionalt naturreservat sedan 2007 under en period av tre år på grund av dess landskap och biologiska mångfald. År 2011 utnämndes den till det andra regionala naturreservatet i Kroatien.
En juvel från Moslavačka gora finns i den norska prinsessans krona. Moslavina granit pryder Zagrebs katedral och den första sockeln av monumentet till ban Josip Jelačić.